# Institut européen de données financières
 (août 2024).
Si vous disposez d'ouvrages ou d'articles de référence ou si vous connaissez des sites web de qualité traitant du thème abordé ici, merci de compléter l'article en donnant les références utiles à sa vérifiabilité et en les liant à la section « Notes et références ».
L’Institut Européen de Données Financières (EUROFIDAI) est un institut académique affilié au CNRS et à l'ESSEC Business School. Il est situé sur le domaine universitaire de Grenoble à Saint-Martin-d'Hères, et son objectif principal est de fournir des bases de données financières et ESG pour les chercheurs

## Base de données "Daily"
EUROFIDAI met à disposition des bases de données sur les marchés d'Europe, Asie, Moyen-Orient, Océanie et Amérique latine, incluant des informations sur les actions, les indices traditionnels, les indices Eurofidai, les cours de change, les fonds mutuels et les opérations sur titres. Ces données sont conçues pour être fiables et homogènes sur des périodes étendues, afin de soutenir les recherches académiques.

## Base de données "ESG"
EUROFIDAI propose également des données ESG, en collaboration avec Clarity AI. Cette base contient 105 indicateurs ESG bruts sur plus de 70 000 entreprises à l'échelle mondiale, destinés aux chercheurs.

## Base de données "Haute Fréquence"
La base de données haute fréquence d'EUROFIDAI couvre divers aspects des marchés financiers, y compris les ordres, les transactions et les données de référence. Les données sont disponibles avec une précision variant des nanosecondes aux millisecondes, en fonction du marché. Cette base inclut des variables calculées telles que la liquidité et la variance réalisée, et couvre des marchés tels que le London Stock Exchange, Turquoise, CBOE Europe BXE/CXE/DXE, Deutsche Boerse Xetra, Euronext Paris, et Eurex.

## EUROFIDAI-ESSEC Paris December Finance Meeting
Chaque mois de décembre, EUROFIDAI et l'ESSEC organisent l'événement EUROFIDAI-ESSEC Paris December Finance Meeting, qui rassemble des chercheurs en finance internationaux. La conférence permet aux participants de présenter leurs recherches dans divers domaines de la finance. Selon le classement basé sur le nombre d'articles publiés dans les principales revues de finance et d'économie, cet événement est classé 2ᵉ en Europe et 8ᵉ dans le monde parmi les grandes conférences en finance.